# Reinhold Niebuhr
Karl Paul Reinhold Niebuhr (21. června 1892 – 1. června 1971) byl americký protestantský teolog a politický filozof, profesor Union Theological Seminary v New Yorku. Je jedním z nejvýznamnějších představitelů dialektické teologie.

## Biografie
Byl představitelem tzv. křesťanského realismu. Jeho bratr Helmut Richard Niebuhr byl rovněž známý teolog. Reinhold Niebuhr byl autorem tzv. Pokojné modlitby (Serenity prayer), kterou si osvojilo hnutí Anonymních alkoholiků (obsahuje známá slova "pomoz mi přijmout to, co nemohu změnit"). Roku 1964 obdržel z rukou Lyndona Johnsona Prezidentskou medaili svobody. K jeho nejznámějším knihám patří Moral Man and Immoral Society a The Nature and Destiny of Man. V mládí koketoval s levicovými teologickými proudy (teologický pacifismus, Social Gospel), později se však stal jejich velkým odpůrcem, stejně jako komunismu, marxismu a Sovětského svazu. Byl považován za intelektuálního oponenta Johna Deweyho. Velmi ovlivnil americkou politickou filozofii a teorii mezinárodních vztahů, k jeho vlivu se přihlásili George F. Kennan, Hans Morgenthau, Kenneth Waltz, Richard Hofstadter či Christopher Lasch. Podobně ovlivnil americké politiky Jimmyho Cartera, Hillary Clintonovou, Madeleine Albrightovou a Johna McCaina. Roku 2007 ho za svého oblíbeného teologa prohlásil prezident Barack Obama, což znovu podnítilo v USA zájem o Niebuhrovo dílo. Arthur Schlesinger ho označil za nejvlivnějšího amerického teologa 20. století.
V třicátých letech se zřekl Reinhold Niebuhr myšlenek křesťanského socialismu a přešel na pozice novoortodoxního protestantismu.